# لینفن
لینفن (به چینی: 临汾市) آلوده‌ترین شهر در دنیا و واقع در استان شانشی چین است. این مکان با عنوان دهکده سرطان نام گرفته‌است.

## آلودگی
شهر لینفن که یکی از شهرستان‌های کنار رودخانه استان شانشی در جنوب کشور چین است با حدود ۵ میلیون سکنه به عنوان یکی از شهرهای آلوده جهان شناخته شده‌است. آلودگی محیط زیست در این منطقه به‌دلیل وجود نیروگاه‌های تولید برق که سوخت آنها زغال سنگ است به وجود آمده‌است. این شهر قلب سوزاندن زغال‌سنگ است و در اطراف آن معدن زغال‌سنگ وجود دارد.
دولت مرکزی چین با سانسور اخبار و کنترل بسیار شدید جراید هرگز اجازه انتشار مشکلات این شهر را نداده اما طبق گزارش‌های تایید شده سازمان جهانی بهداشت، تقریباً همه ساکنان این شهر از ناراحتی‌های تنفسی رنج می‌برند. مردم مجبور هستند به دلیل غبار ناشی از دود کارخانه‌ها همیشه چراغ منازل خود را روشن کنند تا نور کافی داشته باشند. طبق گزارش‌های بین‌المللی درصورت تعطیلی کارخانه‌ها مدتی طول خواهد کشید تا ساکنان شهر آسمانی صاف و بدون دود را تجربه کنند.
رودخانه‌ها و آب‌های معدنی شهر نیز آلوده و سمی هستند و برنج‌کاران این نواحی از خارش پا بر اثر آلودگی آب شکایت می‌کنند. ساکنان این شهر مجبور به تعویض ظروف خانگی ازجمله کتری هستند که به دلیل آلودگی آب جرم زیادی می‌گیرد.

## اقتصاد
اقتصاد شهر لینفن به‌طور قابل توجهی ضربه خورده است زیرا دیگر هیچ شهری محصولات آنها از جمله برنج را خریداری نمی‌کند.